# Kappa Magazine
Kappa Magazine è stata una rivista manga mensile e successivamente bimestrale italiana, ideata e realizzata dai Kappa boys la cui pubblicazione cominciò nel luglio del 1992 e finì nel dicembre del 2006, con il numero 173. Per molti anni, Kappa Magazine è stata la testata ammiraglia della divisione dedicata ai fumetti giapponesi della Star Comics.
La rivista si suddivideva in una parte a colori in cui trovavano spazio articoli redazionali su anime e rubriche, ed una seconda parte in bianco e nero in cui venivano pubblicati capitoli di vari manga seriali, fra cui Oh, mia dea!, Compiler, Narutaru, Chobits, 3x3 occhi, Office Rei, Genshiken, Calm Breaker, Bug Patrol, Gun Smith Cats, Exaxxion, Kamikaze, Potëmkin, Goblin, Kudanshi, Moon Lost, Mokke, Shizume e Vite da cavie (anche se molti manga poi venivano "spostati" su testate autonome), oppure manga composti da un unico capitolo di vari autori. Quasi tutti i manga pubblicati su Kappa Magazine erano editi in patria dalla Kōdansha.
Per i primi numeri la rivista era composta da 128 pagine ed occasionalmente da 256. Dal numero 105 del marzo 2001, la testata è stata pubblicata regolarmente con 256 pagine. Inizialmente questo aumento di pagine veniva segnalato con il cambio di nome della rivista in Kappa Magazine +, benché dal numero 138 del dicembre 2003 il nome ritornerà ad essere semplicemente Kappa Magazine.
È considerata la più importante pubblicazione di questo tipo pubblicata in Italia  e con i suoi sedici anni a cadenza mensile ininterrotta è stata anche la più longeva. Sulle sue pagine sono apparsi 103 diversi manga, fra serie, miniserie ed episodi autoconclusivi.